# Резолюция 16 на Съвета за сигурност на ООН
Резолюция 16 на Съвета за сигурност на ООН, приета с мнозинство на 10 януари 1946 г., признава създаването на Свободна територия Триест.
След като разглежда и одобрява представените пред него приложения към проекта за мирен договор с Италия, включително споразумението за Свободна порта, Съветът за сигурност потвърждава: 1) Акта за временния режим на Свободна територия Триест;
2) Постоянния статут на Свободна територия Триест; 3) Акта за Свободна територия Триест; и приема всички произтичащи от тях задължения.
Резолюцията е приета с мнозинство от 10 гласа, а представителят на Австралия гласува въздържал се.